# Sandogo (Sourgoubila)
Pour les articles homonymes, voir Sandogo.
Sandogo est une commune rurale située dans le département de Sourgoubila de la province du Kourwéogo dans la région Plateau-Central au Burkina Faso.

## Géographie
Sandogo se trouve à environ 15 km au sud-ouest de Sourgoubila, le chef-lieu du département.

## Économie
Plus grande ville du département, l'économie de Sandogo repose principalement sur l'agriculture (permise par l'irrigation possible grâce au barrage de Sandogo) et les services.

## Santé et éducation
Sandogo accueille un centre de santé et de promotion sociale (CSPS) tandis que le centre hospitalier le plus proche est le CHU de Yalgado-Ouédraogo dans le secteur 4 de Ouagadougou.